# Schrödinger Medal
Die Schrödinger Medal ist eine Auszeichnung der World Association of Theoretical and Computational Chemists (WATOC) für Theoretische Chemie und rechnerischer Chemie (Computational Chemistry), die jährlich vergeben wird. Sie ist nach Erwin Schrödinger benannt.
Die ersten Preisträger wurden von den Leitungsgremien der Gesellschaft bestimmt und auf den ersten beiden Kongressen ausgezeichnet, danach wählten die Mitglieder.

## Preisträger
Auf dem ersten Kongress 1987: Enrico Clementi, Raymond Daudel, Kenichi Fukui, William N. Lipscomb, Per-Olov Löwdin, Angelo Mangini, Juri Anatoljewitsch Owtschinnikow (Yuri A. Ovchinikov), John A. Pople, Bernard Pullman, Paul von Ragué Schleyer.
Auf dem zweiten Kongress 1990: Michael J. S. Dewar, Roald Hoffmann, Camille Sandorfy, Henry F. Schaefer.
Weitere Preisträger (mit Laudatio):
- 1991 Keiji Morokuma für Pionierbeiträge zur Entwicklung und Anwendung theoretischer und rechnerischer Chemie.
- 1992 Josef Michl für neuartige Beiträge zur Anwendung theoretischer und rechnerischer Chemie, insbesondere in der organischen Photochemie.
- 1993 Jan Almlöf für einsichtsvolle Beiträge zur Entwicklung und effiziente Methoden für Rechnungen der Quantenchemie, einschließlich direkter Methoden.
- 1994 Leo Radom für Pionierbeiträge zur Anwendung rechnerischer Chemie (Computational Chemistry).
- 1995 Werner Kutzelnigg für die Entwicklung theoretischer Methoden auf dem Gebiet der Elektronenkorrelation, der NMR Berechnung und relativistischer Quantenchemie.
- 1996 Norman L. Allinger für Pionierbeiträge zur Entwicklung und Anwendung molekularer Mechanik.
- 1997 Nicholas C. Handy als Leiter der gegenwärtigen Renaissance der britischen theoretischen Chemie und seiner herausragenden Beiträge zu den Methoden der Quantenchemie und der Dichtefunktionaltheorie.
- 1998 Kendall N. Houk für Errungenschaften in der Entwicklung theoretischer Konzepte und Anwendungen auf rechnerische Methoden zum Verständnis des Ursprungs organischer Reaktivität und Stereoselektivität.
- 1999 Björn O. Roos für die Entwicklung wichtiger neuer theoretischer Methoden, einschließlich CASPT2, und für herausragende chemische Anwendungen auf angeregte elektronische Zustände molekularer Systeme.
- 2000 Axel Becke für die Entwicklung verallgemeinerter Gradientenmethoden in der Dichtefunktionaltheorie.
- 2001 Ernest Davidson für eine Fülle von Pionierbeiträgen zur molekularer Mechanik und Quantenmechanik.
- 2002 Walter Thiel für die Entwicklung semiempirischer Methoden und ihre Anwendung auf große chemische Systeme.
- 2003 Peter Pulay für seine Entwicklung analytischer Gradientenmethoden für die Auswertung von NMR-Parametern.
- 2004 Tom Ziegler für herausragende Anwendungen der Dichtefunktionaltheorie speziell in metallorganischer Chemie.
- 2005 Michele Parrinello für die Vereinigung molekularer Dynamik mit der Dichtefunktionaltheorie.
- 2006 Donald Truhlar für seine herausragenden Beiträge zu Theorie und Berechnung der Dynamik chemischer Reaktionen im Grundzustand und in angeregten Zuständen.
- 2007 Sason Shaik für herausragende Beiträge zum Verständnis der chemischen Bindung, von Reaktionsmechanismen der organischen Chemie und enzymatischer Reaktivität.
- 2008 Rodney J. Bartlett für herausragende Arbeit zur systematischen Entwicklung von Methoden korrelierter Wellenfunktionen, speziell Vielteilchen-Störungstheorie und Coupled Cluster Theorie.
- 2009 Gernot Frenking für herausragende Arbeit über rechnerische metallorganische Chemie und fundamentale Beiträge zum Verständnis der chemischen Bindung.
- 2010 Evert Jan Baerends für Pionierbeiträge zur Entwicklung rechnerischer Dichtefunktionalmethoden und seine fundamentalen Beiträge zur Dichtefunktionaltheorie und Dichtematrixtheorie.
- 2011 Peter Gill für herausragende Beiträge zu Intracules (Zwei-Elektronen-Korrelationsfunktion), Auflösung von Coulomboperatoren, Störungstheorie-Techniken und Zweielektronensystemen.
- 2012 Pekka Pyykkö für Pionierbeiträge zur relativistischen Quantenchemie.
- 2013 Stefan Grimme für herausragende Arbeit über ab initio und Dichtefunktionalmethoden bei großen Molekülen.
- 2014 Mark S. Gordon für Entwicklung und Implementation von ab initio Methoden zur elektronischen Struktur und ihre Anwendung auf komplexe Systeme.
- 2015 Helmut Schwarz für die erfolgreiche Kombination bedeutender experimenteller und rechnerischer Forschung über Massenspektrometrie und Katalyse.
- 2016 Hiroshi Nakatsuji für die Entdeckung und Entwicklung allgemeiner Methoden zur Lösung der Schrödingergleichung für Atome und Moleküle.
- 2017 Pavel Hobza für seine Arbeit über nichtkovalente Wechselwirkung.
- 2018 Klaus Ruedenberg für seine Arbeiten zur ab-initio-Quantenchemie.
- 2019 Joachim Sauer für seine Beiträge zur Quantenchemie von Feststoffen und ihrer Anwendung bei der heterogenen Katalyse
- 2020 Martin Head-Gordon, für seine Beiträge zur Dichtefunktionaltheorie, Wellenfunktionsmethoden und Energiezerlegungsanalyse
- 2021 Yitzhak Apeloig, für seine bahnbrechenden kombiniert mathematisch-experimentellen Beiträge zur Silikonchemie und Mechanismen der organischen Chemie
- 2022 Frank Neese, für seine Pionierentwicklung neuer quantenchemischer Methoden für die theoretische Spektroskopie und lokale Elektronenkorrelation und deren Anwendung auf alltägliche chemische Probleme
- 2023 Jan Martin, for ground-breaking contributions to the theory and practice of high-accuracy computational thermochemistry, and of double-hybrid density functional theory as a more economical alternative
- 2024 Gustavo Scuseria, for his outstanding contributions to coupled cluster, density functional, and symmetry projection theories, and the modeling of carbon nanostructures
- 2025 Peter Schreiner